# Краище
Вижте пояснителната страница за други значения на Краище.
Крàище е физикогеографска и историкогеографска област в Западна България и Източна Сърбия, а съвсем малка част (най-югозападната) попада на територията на Северна Македония.

## Географско положение, граници, морфография, физикогеографско деление
Краището е разположено между Завалско-Планската планинска редица на север и планините Осогово, Влахина и Рила на юг. На изток достига до подножията на планините Витоша и Верила, а на запад до долината на река Южна Морава (от басейна на Дунав). Краището представлява сложна мозайка от планини, котловини и дълбоко всечени долини. Основната им посока на простиране е от северозапад към югоизток. На сръбска територия то включва планините Тъмлъшка (най-висок връх Беле воде или Големи връх, 1832 m), Грамада (1719 m), Чемерица (Чемерник, 1638 m), Варденик (най-висок връх Велики Стрешер 1875 m), Мусул (връх Бесна кобила 1922 m, най-високата точка на цялата област), Доганица (1829 m), Дукат (най-висок връх Църноок, 1881 m) и Стража (1547 m) и множество долинни разширения и котловини – Власинска, Босилеградска и др.
На българска територия в морфохидрографско, морфотектонско и комплексно физикогеографско отношение Краището може да бъде разделено на пет физикогеографски (ландшафтни) подобласти. Те представляват добре обособени планински редици или котловинни ивици. от север на юг се проследяват следните подобласти: Трънско-Пернишка, Руйско-Верилска, Дивлянско-Радомирска, Милевско-Конявска и Каменишко-Дупнишка. Морфографското единство между планинските редици и котловинните ивици придават типичен мозаичен характер на релефа. Той представлява сложно съчетание от планински редици, котловини ивици и долини с подчертано изразена линейна ориентация. Тук преобладаващата част от котловинните ивици и планинските редици притежават в едри линии ясно изразено северозапад-югоизточно простиране и само най-южната котловинна ивица се отличава със запад-източно протежение.
- В северната периферия на Краището в посока от северозапад на югоизток се простира ивицата на Трънско-Пернишката подобласт. В нейния обсег се очертават добре обособените Трънска (800 m), Брезнишка (750 m) и Пернишка котловина (750 m). Трънската котловина наподобява широка долина с почти запад-източно простиране. Нейното котловинно дъно е известно под името Знеполе, което се отводнява от река Ерма. Дъната на Брезнишката и Пернишката котловина имат хълмист характер и са обединени под общото наименование Граово, което се отводнява от река Струма и притока ѝ Конска река.
- На юг от Трънско-Пернишката котловинна ивица се простира подобластта на Руйско-Верилската планинска редица. Тук в посока от северозапад на югоизток се редуват 15 планини: Милославска, Руй (1706 m), Ездимирска, Стража (1385 m), Любаш (1398 m), Боховска (1318 m), Кървав камък (връх Било 1737 m, най-високата точка на Българското Краище), Лешниковска, Еловишка (1329 m), Пенкьовска (1187 m), Люляк (Люцкан планина), Ерулска (1481 m), Черна гора (1129 m), Голо бърдо (1158 m) и Верила (1415 m).
- Южно от Руйско-Верилската планинска редица се проследява подобластта на Дивлянско-Радомирската котловинна ивица. Тя се състои от малката хълмиста Дивлянска котловина (800 m) и значително по-просторната Радомирска котловина (650 m). Обширното и равно дъно на последната има характер на типично поле, което се отводнява от река Струма и левият ѝ приток Арката.
- Южно от Дивлянско-Радомирската котловинна ивица в посока от северозапад на югоизток се простира подобластта на Милевско-Конявската планинска редица. По нейното протежение от запад на изток се открояват 8 планини: Милевска (1733 m), Изворска (1243 m), Кобилска, Чудинска (1497 m), Лисец (1500 m), Земенска (1295 m), Рудина (1172 m) и Конявска (1487 m). Тук между Земенската и Конявската планина и на юг от добре изразеното Земенско долинно разширение се очертава дълбокият и живописен Земенски пролом на река Струма.
- В най-южната част на Краището почти по паралела, на допира с Осоговска планина, Влахина и Рила се простира подобластта на Каменишко-Дупнишката котловинна ивица. Тя включва от запад на изток три добре обособени котловини: Каменишката (900 m), Кюстендилската (500 m) и Дупнишката котловина (650 m). Те се отводняват съответно от реките Соволянска Бистрица, Струма и Джерман и техните притоци.

В пределите на Краището централно положение заема сложната морфохидрографска мрежа на река Струма. Тук с нейната долина и с поречието ѝ последователно от север на юг са свързани поредица от котловинни полета, долинни разширения и проломи. Това са Пернишкото, Радомирското и Кюстендилското котловинно поле, които заедно с Батановското и Земенското долинно разширение и проломите Кракра, Чардакски, Прибойски и Земенски представляват гръбнакът на подчертано изразената асиметрична долинна мрежа на Струма. Към нея принадлежат добре развитите десни приточни долини на реките Конска, Светля, Треклянска, Драговищица и Бистрица. В северозападната част на областта заедно с широката долина на река Ерма, която е свързана с морфографското изражение на Трънската котловина, се откроява нейното живописно ждрело и дълбокият, труднопроходим пролом на десния ѝ приток – река Ябланица.

## Административно деление

### Кюстендилско Краище
Частта от областта Краище, попадаща на територията на Република България, известна като Кюстендилско Краище, има следните граници: от север – административната граница между Кюстендилска и Пернишка области; от запад – държавната граница с Република Сърбия; от юг – долината на р. Драговищица (от граничния пункт Олтоманци до навлизането ѝ в Кюстендилската котловина) и южните склонове на Земенска планина; от изток – долината на р. Струма. Терминът „Кюстендилско Краище“ е въведен в обращение от Йордан Захариев. С него той обозначава частта от обширната историко-географска област Краище, която се простира на северозапад от Кюстендил и се заключава между Радомирска околия от изток, Трънска от север, сръбско-българската граница (до 1919 г.) от запад и Кюстендилска околия (в границите ѝ до 1901 г.) от юг. За граници на Кюстендилско Краище Йордан Захариев приема административната граница на Краишката нахия (до 1878 г., а след Освобождението – Босилеградска околия), с включените в нея 62 села. От Кюстендилското Краище в България сега са селата: Брест, Бъзовица, Габрешевци, Горановци, Горни Коритен, Горно Кобиле, Горно Уйно, Добри дол, Долни Коритен, Долно Кобиле, Драгойчинци, Злогош, Киселица, Косово, Метохия, Побит камък, Полетинци, Полска Скакавица, Режинци, Средорек, Сушица, Трекляно, Уши, Чешлянци.

### Трънско Краище
Включва селата: Мрамор, Кожинци, Вукан, Ерул, Видрар, Горна Мелна, Радово, Горочевци, Докьовци, Долна Мелна, Дълга лука, Къшле, Лева река, Пенкьовци и Шипковица.

### Земенско Краище
Включва селата: Враня стена, Горна Врабча, Горна Глоговица, Дивля, Долна Врабча, Калотинци, Одраница, Пещера, Раянци и Смиров дол.

## Геоложки строеж, геоморфоложки особености, полезни изкопаеми
Характерно за строежа на Краището е наличието на много антиклинални и синклинални гънки. Тук се разкриват скали с различна възраст и строеж допалеозойски метаморфни скали, мезозойски варовици и пясъчници, терциерни и кватернерни седименти. През средния палеозой в девона масивите постепенно се превръща в пенепленизирана хълмиста земя. Оформя се воден басейн обхващащ района на Краището, като се отлагат чисти глини, варовити глини, аргилити, варовици и прослойки от антрацитни въглища. Някои от планините на Краището са изградени предимно от варовици, мергели и пясъчници – Голо бърдо, Любаш, Черна гора, Земенска и Конявска планина, а други като Милевска планина, Руй планина, Кървав камък, Лисец от гранити и метаморфни скали. Дъната на котловините са заети от акумулативни материали – чакъли, пясъци и глини. Част от котловините са били дъна на езерни басейни, в които са се отложили въглищни пластове Пернишки и Бобовдолски басейн.
Краището се отнася към една от главните морфоструктури в България, чието име е дало Краищидите. Основните черти на съвременния релеф са се формирали през младия терциер и кватернера. Характерни форми на релефа са добре изразените три денудационни заравнености, спектърът от няколко речни тераси, красивите проломи на река Ерма край Трън, на река Струма (проломите Кракра, Чардакски, Прибойски и Земенски) Широко разпространение имат и карстовите форми в планините Голо бърдо, Любаш, Земенска и Конявска планина.
Най-значителните запаси на кафяви въглища в страната са в Краището Бобовдолски басейн със запаси над 190 млн. т и Пернишки въглищен басейн. В Брезнишко са разкрити неголеми находища на желязна руда. До неотдавна в района на град Трън се добиваше злато. В Краището се добиват в големи количества строителни материали – варовик за производство на вар в Земен и на цимент в Батановци. Огнеупорни глини са разкрити при с. Елов дол близо до гр. Земен. Ограничени количества торф в миналото са се добивали в района на Чокльово блато в Конявска планина.

## Климат
Климатът е умереноконтинентален, планински, със сурови зими и прохладни лета. Преобладаващите посоки на ветровете са западните и северозападните, следвани от източните и североизточните. През зимата има силни студове, особено когато духа северния вятър. Обикновено тя е снежна и трае от ноември до началото на април – цели пет месеца. Пролетта е много хладна, къса и често променлива; лятото е съвсем късо и хладно. Есента също е къса – обикновено е дъждовна и мъглива.
Суровостта на климата в Кюстендилско Краище се дължи на особения релеф. Краище е закрито за южните топли ветрове от Осогово и от вододелните била на планините Доганица и Дукат. Височината на планинските гребени от северозапад, север и североизток е по-малка от тази на планините в областта, тъй че североизточният вятър – „козодеро“ – духа свободно и много често сковава с лед реките за по няколко месеца.
Средна януарска температура: от -2 °C до 4 °C, по планините до -6 °C. Средна юлска температура: от 17 °C до 20 °C. Средната годишна температурна амплитуда е 24 °C. Тук в Трънската котловина е измерен абсолютният минимум за България (-38,3 °C). За умереноконтиненталния характер на климата свидетелства и ясно изразеният летен максимум и зимен минимум на валежите, както и тяхното средногодишно количество (от 600 до 750 mm/m2)

## Води
Реките в Краището с изключение на басейна на река Ерма, се отнасят към водосборния басейн на Егейско море. Основна водна артерия е река Струма и нейните притоци. По-големите реки в областта са: Струма, Джерман, Ерма, Треклянска река, Драговищица, Светля, Явор, Конска, Арката и др. Въпреки голямата си средна надморска височина, Краище се отличава с най-малка водност в сравнение с други райони на страната. Реките в областта имат дъждовно-снежен режим в по-високите части, а по-ниските – дъждовен. Максимумът на оттока е пролетен, а минимумът – лятно-есенен. В районите с карбонатни скали реките имат карстово подхранване. Модулът на оттока във високите части на Краището надхвърля 15 л/сек/км2, в средновисоките се колебае от 2 до 15 л/сек/км2, а най-ниски са стойностите за Радомирската котловина – 0,510 л/сек/км2. В Краището са изградени редица язовири, най-голям от които е „Пчелина“ („Лобош“), разположен на Струма. В алувиалните наноси има запаси на грунтови води. Карстови извори има в подножието на Голо бърдо (село Друган), в Земенския пролом и др. Богатство на Краището са минералните води Сапаревски извори, Кюстендилски извори, Невестино, Брезнишки извори, Банкя (Трънско) и др.

## Почви
Най-характерната почвена покривка в Краището са Смолниците, образувани върху езерни седименти (дъната на Пернишка, Брезнишка, Радомирска и Трънска котловина), алувиално-ливадните (върху речните тераси), канелените горски (останалите котловини, нископланинските и хълмистите земи), кафявите горски (по-високите части на планинските склонове), планинско-ливадните (по билата на планините) и рендзините в (Голо бърдо).

## Растителност
В котловинните полета и подножията естествената растителност е унищожена и заменена с културна. Горите са с вторичен произход. От широколистната растителност най-характерни са дъб, келяв габър, бук, ясен, мъждрян, бряст и др., а покрай реките – върба, топола, елша, воден габър. От храстите най-характерни са глог, леска, драка, а по карстовите терени – смрадлика и люляк. В ливадите и пасищата е богат съставът на тревните видове – власатка, ливадина, белизма, полевица, садина и др. В Краището се срещат редица ендемити и реликти, като най-богата на редки растения е планината Голо бърдо, където е разположен резерватът „Острица“. Срещат се представители на средиземноморската флора.
Територията на Краище е силно обезлесена. Растителната покривка е представена от широколистни видове главно от рода дъб (цер, благун, горун), бук, габър, бреза, ясика, явор, клен, липа, бряст, ясен, акация, трепетлика и др. В района на с. Горно Кобиле има кестенови насаждения. През последните години се увеличават площите, засаждани с черен бор. Голяма част от терена е гола – покрита с тревни формации, част от площите се използват за селскостопански цели.

## Фауна
В Краище са разпространени представители на средноевропейския животински свят. Тук обитават сърни, диви свине, вълци, лисици, зайци, невестулка, златка, обикновена полевка, таралежи и др. От птиците са характерни горска ушата сова, горска улулица, кукувица, скорец, синигер, кос, славей и др. Разпространени са няколко вида смокове, усойница, медянка, жълтокоремна бумка, водна жаба, жаба дървесница и др.

## Население
Въпреки тежкия планински релеф, голямата надморска височина, трудната достъпност, суровия климат и неплодородни почви, Краище е било заселено в значителна степен. Най-древните регистрирани селища са от времето на късния халколит (при селата Долно Кобиле и Брест). През античната и средновековната епохи минералните богатства на Краище (златоносни речни тераси, залежи от олово, цинк, мед, сребро и желязо) привличат значителен брой заселници, които създават малки селища в близост с рударските разработки. Особеностите на релефа в областта (дълбоки клисури с голи и стръмни склонове и нито една по-голяма равнина) не предполагат образуването на големи селища. Нито едно от съвременните села в Краище няма купен характер, а са пръснати на махали, често отдалечени на по няколко километра една от друга. Освен с рударство, населението на областта се е занимавало и с животновъдство. Липсата на условия за земеделие – малки нивички с плитки и неплодородни почви, често отнасяни от пороища, и неблагоприятен климат способства за активни миграционни процеси в областта. Само за последните 50 години населението на Краище е намаляло 5 пъти поради миграция към големите градове.

## Геоекологични проблеми
Добивът на полезни изкопаеми в областта е причина за сериозното нарушаване на естествените ландшафти. Развитието на стопанските отрасли (енергетиката, металургията и др.) в Пернишката котоловина е довело до замърсяването на въздуха, почвите и водите.
Естествената растителност в котловините е унищожена поради гъстото им заселване и използването им за земеделие. Природните ресурси на областта са използвани отдавна от местното население. Особено силно намалели са горите, изсичани непланомерно в миналото. Това е довело до развитие на силни ерозионни процеси. На базата на полезните изкопаеми тук са се развили някои промишлени отрасли – енергетика (ТЕЦ в Перник и Бобовдол), производство на цимент (Батановци) и вар (Земен). Наличието на обширни пасища и ливади благоприятства развитието на животновъдството. В котловините и оградните подножия почвените и хидроклиматичните условия са подходящи за отглеждането на редица земеделски култури – зеленчуци, картофи, зърнени култури, тютюн, хмел, лозя, овощия и пр. Кюстендилската котловина е известна като овощната градина на България. Особеностите на релефа не препятстват съществено развитието на жп и шосейния транспорт. През Краището преминават важни транспортни коридори, свързващи ни с Адриатика (София – Скопие – Драч) и Егейско море (София – Кулата – Солун). На базата на минералните извори добре развито е балнеоложкото дело – Кюстендил и Сапарева баня. Известни природни туристически обекти са ждрелото на р. Ерма край Трън, Земенският пролоm, водопадът Полска Скакавица и др.
Антропогенната дейност е довела до съществени нарушения на природната среда в районите на Перник, Дупница, Бобовдол, Радомир, Батановци, Кюстендил, Земен и др. Замърсени с токсични вещества са въздухът и почвите в тези райони, и особено водите на Струма. Нерегулираната паша е довела до значителни изменения в растителната покривка. Провеждат се залесявания на създадените от човека изкуствени хълмове – табани и терикони, образували се от експлоатацията на полезните изкопаеми, със специални растителни видове. Необходимо е изграждането на пречиствателни съоръжения за въздуха и водите в промишлените предприятия. В Краището е разположен само един резерват – „Острица“, в планината Голо бърдо. В него обитават над 360 вида растения, като се опазват уникални ендемични и реликтни видове, включени в „Червената книга“ на страната като урумово лале, урумов лопен, главеста жълтуга, скален равнец и др.

## Други
На Краище са наречени улици в кварталите „Иван Вазов“ и „Бояна“ в София (Карта).